# Pterocephalus pinardii
Pterocephalus pinardii är en tvåhjärtbladig växtart som beskrevs av Pierre Edmond Boissier. Pterocephalus pinardii ingår i släktet Pterocephalus och familjen Dipsacaceae. Inga underarter finns listade i Catalogue of Life.

## Bildgalleri

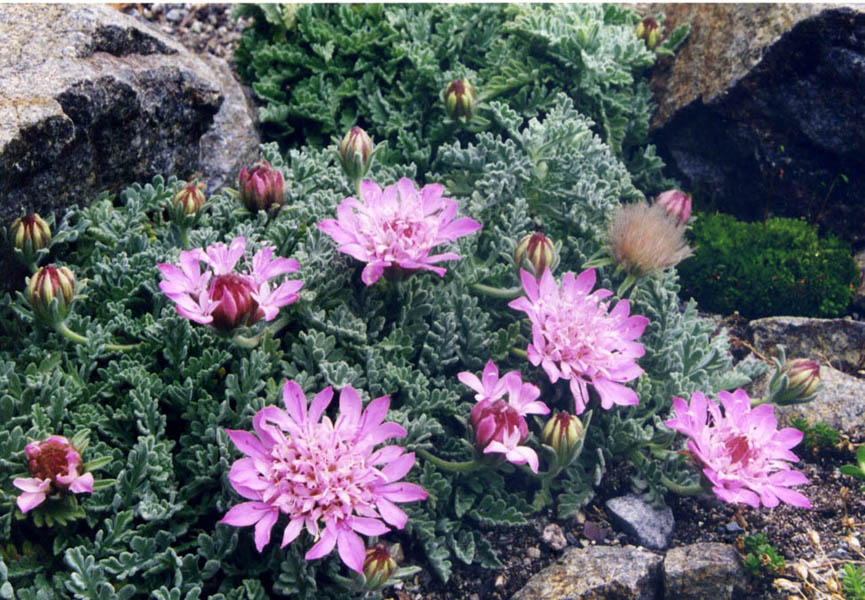